# Шеф владе
Шеф владе је израз којим се означавају функционари који се налазе на челу или оперативно воде извршну власт у некој држави. Они најчешће руководе тијелом које се назива влада или кабинет. За шефа владе се често користе посебне титуле као што су премијер, први министар, главни министар, канцелар и сл.
Зависно од политичког уређења, шеф владе може, али не мора бити истовремено и шеф државе. Уколико шеф државе и шеф владе представљају једну те исту функцију, онда је најчешће ријеч о предсједничком систему у републикама.
Много чешћи случај је да шеф владе има одвојену функцију и овлашћења од шефа државе. Шефа владе може именовати шеф државе, односно изабрати парламент. У потоњем случају се говори о парламентарном систему. Овлашћења шефа државе у односу на шефа владе; тамо гдје су оне у републикама изједначене, говори се о полупредсједничком систему.